# Mace Windu
Mace Windu (72 BBY – 19 BBY) – postać fikcyjna. W filmach z serii Gwiezdne wojny (częściach I, II i III) postać tę grał Samuel L. Jackson.

## Życiorys
Mace był członkiem Rady Jedi oraz jednym z największych mistrzów Jedi swoich czasów. Niektórzy utrzymują, że jego znajomość Mocy była porównywalna z umiejętnościami mistrza Yody. Jego szczególną umiejętnością było wyczuwanie za pośrednictwem Mocy „punktów węzłowych” historii (zwanych „punktami przełomu” – ang. shatterpoint), chociaż nie zawsze potrafił odpowiednio w takich momentach zareagować. Był mistrzem siódmej formy walki mieczem świetlnym, zwanej Vaapad (którą sam opracował). Jego broń miała rzadko spotykaną fioletową barwę ostrza.
Urodził się na porośniętej nieprzystępnymi lasami Haruun Kal, był oprócz Kara Vastora ostatnim z ghosha Windu. Kiedy miał zaledwie kilka miesięcy postanowiono, że zostanie Jedi, więc został zabrany na Coruscant. Na rodzinną planetę powrócił jeszcze dwa razy, jako nastolatek, oraz aby ratować swoją uczennicę Depę Billabę przed pogrążeniem się w mroku pelokotanu. Akcji tej omal nie przypłacił życiem.
W części I, podobnie jak Yoda, był przeciwny szkoleniu Anakina Skywalkera na rycerza Jedi, jednak zmienił zdanie po śmierci Qui-Gona.
Był obecny podczas raportu Qui-Gon Jinna i Obi-Wana Kenobiego na temat wydarzeń z Naboo i Tatooine, zorganizował pomoc dla Obi-Wana i Anakina Skywalkera, gdy wpadli w pułapkę na Geonosis. Był jednym z niewielu, którzy przeżyli bitwę na Geonosis (podczas której zabił łowcę nagród Jango Fetta), nie wykorzystał jednak okazji do zabicia hrabiego Dooku. Po tym jak od Anakina uzyskał informację, że kanclerz Palpatine był Lordem Sithów, wraz z trzema innymi Jedi – Kitem Fisto, Saesee Tiinem i Agenem Kolarem – udał się aresztować kanclerza. W walce zginęli wszyscy Jedi oprócz Windu, który po rozbrojeniu i powaleniu Palpatine’a został przez niego zaatakowany Błyskawicami Mocy, przed którymi zdołał osłonić się mieczem świetlnym. Stworzył w ten sposób obwód zamknięty, kierując błyskawice z powrotem ku Palpatine’owi, który przez to zdeformował sam siebie i przerwał daremny atak. Wtedy Windu stwierdził, że Palpatine jest zbyt niebezpieczny, by pozostać przy życiu i zmienił swój pierwotny zamiar aresztowania kanclerza, postanawiając zabić Dartha Sidiousa i tym samym zniszczyć Sithów raz na zawsze. Jednak gdy uniósł miecz, by zadać śmiertelny cios, Anakin Skywalker, który zjawił się wcześniej, zdradził go i odciął mu rękę z mieczem świetlnym. Okaleczonego Mace’a dobił Palpatine, który ponownym atakiem Błyskawic Mocy wyrzucił go przez okno, zabijając go. Nie wiadomo, czy jego ciało zostało znalezione.